# 벨 바리아
벨 바리아(Vell Baria, 1995년 3월 9일 ~ )는 필리핀의 배우, 가수, 연극 배우이다. 영어, 타갈로그어, 일본어, 한국어, 인도네시아어, 말레이어, 러시아어, 우크라이나어로 노래한다. 무대에서 배우로, 그녀는 매우 그녀의 달콤한 연기력과 그녀의 강력한 음성 알려져있다. 벨 바리 아의 공개 노래 데뷔, 7 세했다.